# 圣十字广场
43°46′7.86″N 11°15′41.33″E / 43.7688500°N 11.2614806°E

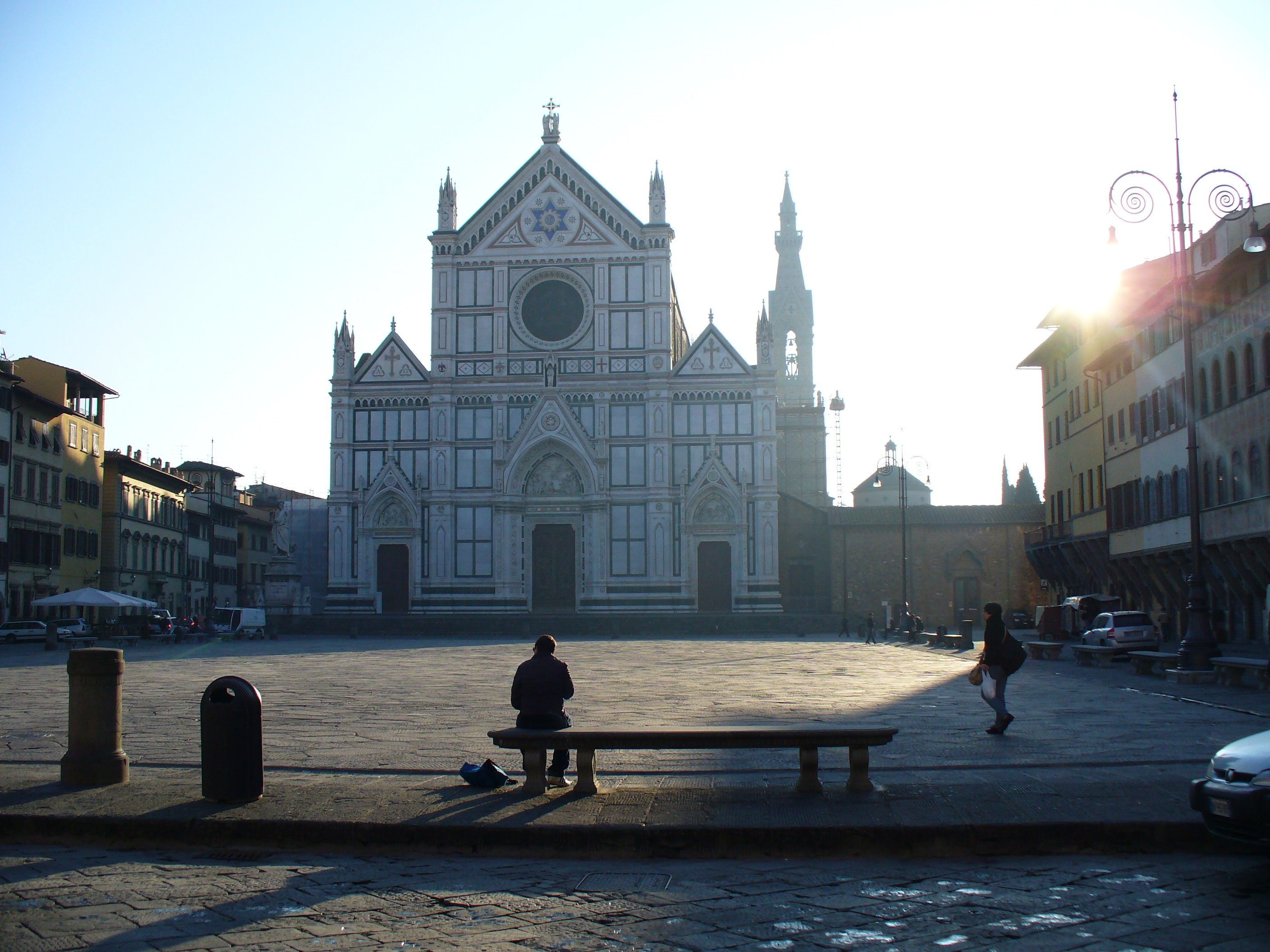
广场

圣十字广场（Piazza Santa Croce）是意大利佛罗伦萨的一个广场，圣十字大殿是广场上的主要建筑。

## 历史
这个地区曾经是阿诺河的两个分支形成的岛屿，13世纪初，方济各会进入佛罗伦萨，选择安扎在这一孤立的区域。圣十字广场和新圣母广场（方济各会教士布道之处）在一个世纪以后诞生，同时兴建了大教堂，以容纳大批听布道的忠实信徒。 
圣十字广场是一个方形的大广场，因而自文艺复兴以来就是举行节庆、演出、比赛的绝佳地点，每年6月仍在此举行的“化妆足球”（Calcio in costume）比赛。

## 主要建筑物

### 圣十字大殿

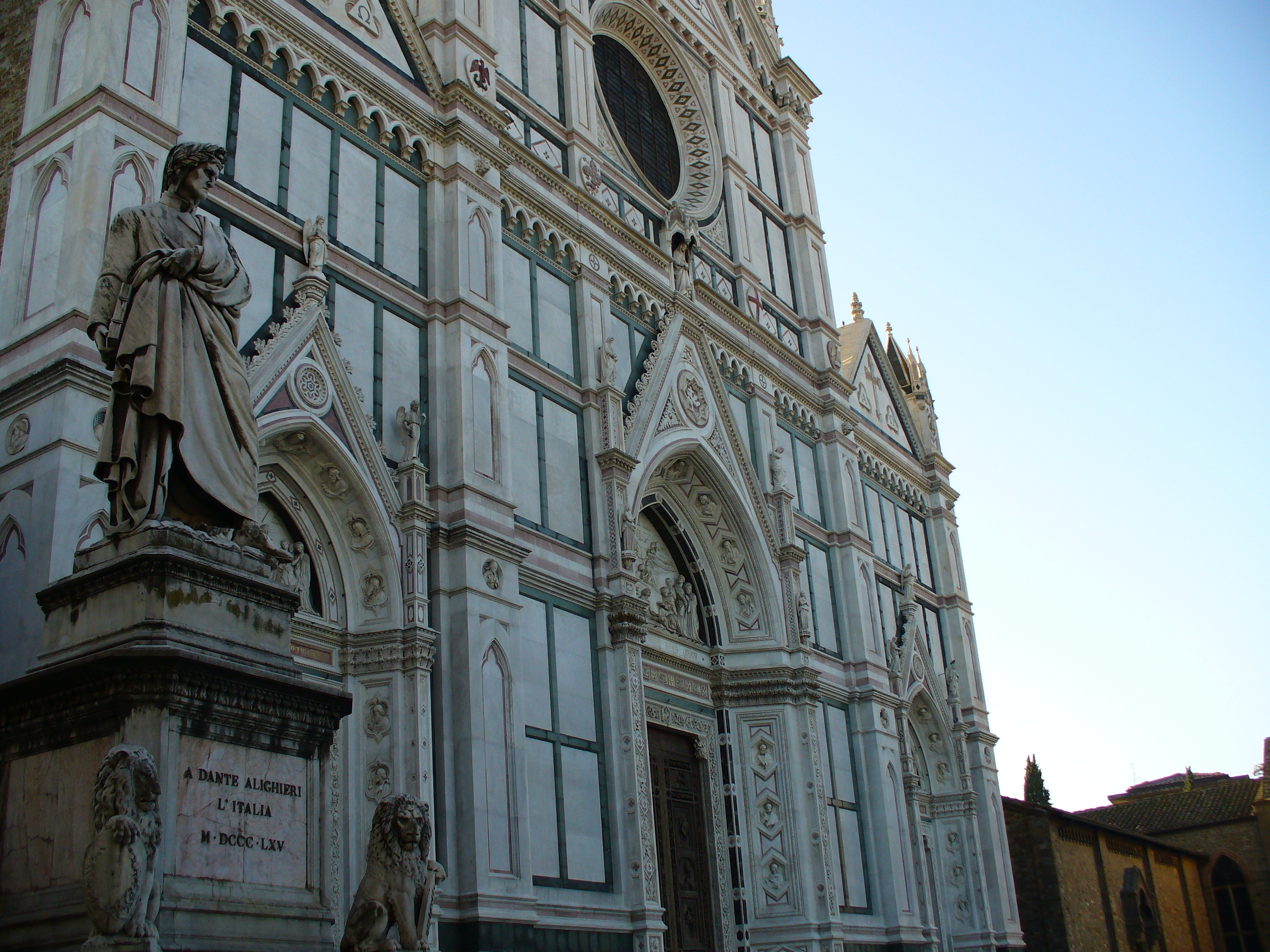
但丁雕像

圣十字大殿坐落在广场的东侧，拥有新哥特式的正立面。方济各会教士在13世纪来到该市，获得富有家族的捐赠，而成为该市最大和最美丽的教堂之一。许多意大利名人，米开朗基罗、伽利略、马基雅维利均安葬在这里。

### 宫殿

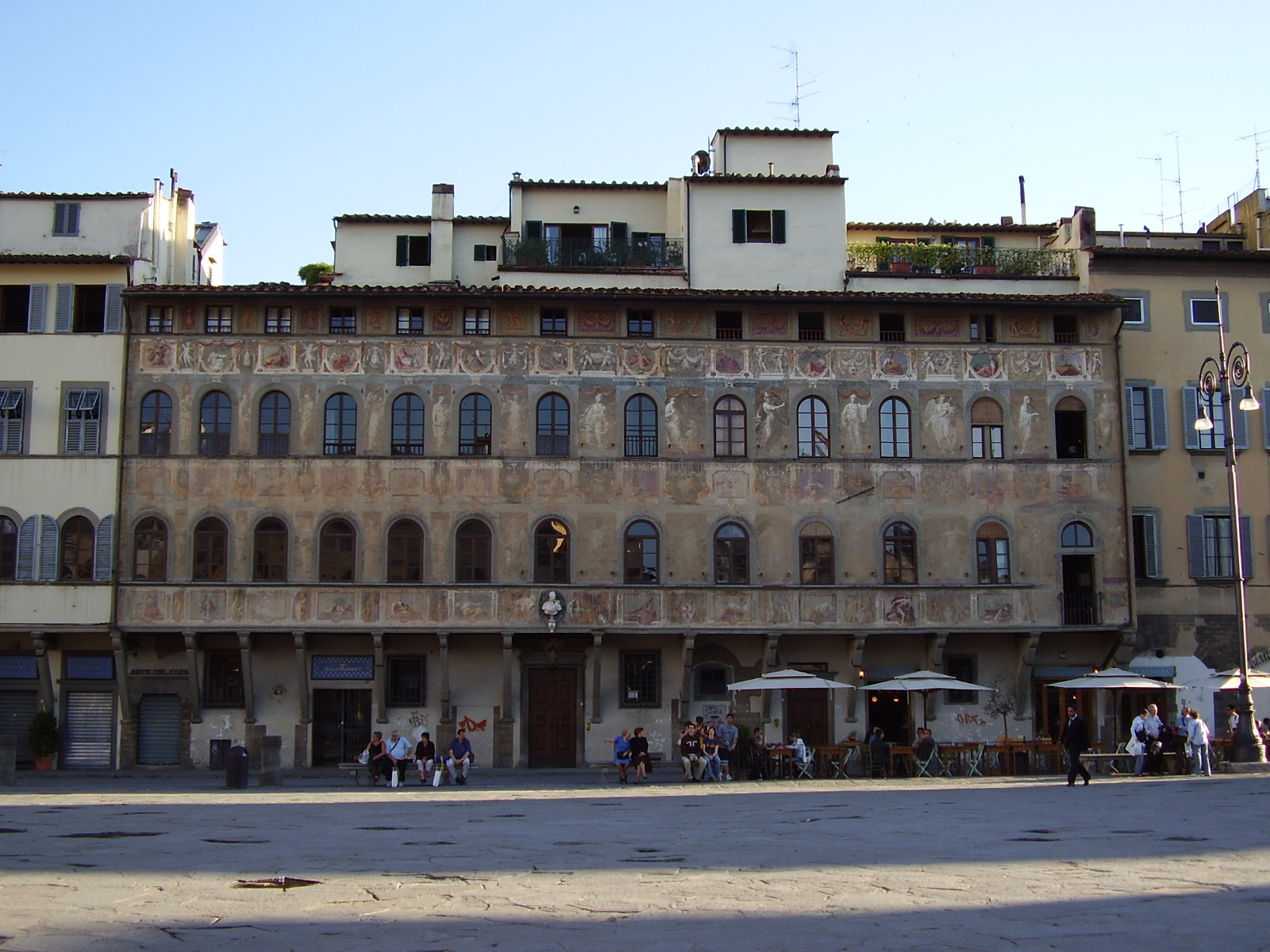
Antella宫

- Cocchi-Serristori宫
- Antella宫